# Anyphaena hespar
Anyphaena hespar là một loài nhện trong họ Anyphaenidae.
Loài này thuộc chi Anyphaena. Anyphaena hespar được Norman I. Platnick miêu tả năm 1974.